# 1653
| 1653               |
| ------------------ |
| Dødsfald - Fødsler |
|                    |

| Gregoriansk kalender | 1653 MDCLIII            |
| Ab urbe condita      | 2406                    |
| Armensk kalender     | 1102 ԹՎ ՌՃԲ             |
| Kinesiske kalender   | 4349 – 4350 壬辰 – 癸巳 |
| Etiopisk kalender    | 1645 – 1646             |
| Jødisk kalender      | 5413 – 5414             |
| Hindukalendere       |                         |
| - Vikram Samvat      | 1708 – 1709             |
| - Shaka Samvat       | 1575 – 1576             |
| - Kali Yuga          | 4754 – 4755             |
| Iransk kalender      | 1031 – 1032             |
| Islamisk kalender    | 1063 – 1064             |

Konge i Danmark: Frederik 3. – 1648-1670
Se også 1653 (tal)

## Begivenheder
- 20. april – Oliver Cromwell opløser Rumpparlamentet i England.
- 24. maj – Laurids Mortensen Scavenius, valgtes til sjællandsk biskop.
- 30. november – Det danske postvæsen, oprettet i 1624, bliver privatiseret, idet det bortforpagtes til Poul Klingenberg, der får titel af generalpostmester.
- 16. december – Oliver Cromwell bliver "Lord protector of England" (rigsforstander), efter at Karl 1. af England er henrettet.
- Corfitz Ulfeldt afskediges som rigshofmester, og får konfiskeret sin formue og ejendom; Han efterfølges af Joachim Gersdorff.
- Elleveårskrigen i Irland afsluttes.
- Københavns Universitetsbibliotek blev flyttet til loftet over Trinitatis Kirke.
- I efteråret tager en pest epidemi livet af en tredjedel af befolkningen på Bornholm.
- På Pile Allé (Frederiksberg) opførtes Ny Hollænderby's trækirke.

## Født
- 2. april – Prins Jørgen, i England kendt som Prince George of Denmark († 1708). (Prins Jørgens March).

## Dødsfald
- Christoffer Ulfeldt, dansk rigsråd og krigskommissær i Skåne.
- Hans Hansen Resen, biskop over Sjælland.